# Hagryphus giganteus
Hagryphus giganteus ("gryf (egyptského boha) Ha") byl druh teropodního dinosaura z čeledi Caenagnathidae. Tento oviraptorosaurní dinosaurus žil v období pozdní křídy (geologický stupeň kampán, asi před 75,95 miliony let) na území dnešního Utahu v USA.

## Objev a popis
Zkameněliny tohoto dinosaura (fragmentárně zachovaná distální část přední končetiny a fragmenty kostry nohy) byly objeveny roku 2002 v sedimentech geologického souvrství Kaiparowits na území chráněné oblasti Grand Staircase-Escalante National Monument na jihu Utahu. Formálně o nich bylo poprvé pojednáno roku 2003. Vědecký popis a pojmenování dinosaura (typový druh UMNH VP 12765) bylo publikováno roku 2005. Přesné datování stáří sedimentů bylo publikováno v roce 2011 a činí 75,95 milionu let.

## Rozměry
Druhové jméno dinosaura (giganteus) napovídá, že šlo na poměry oviraptorosaurů o velký druh, který zřejmě dosahoval délky kolem 3 metrů. Podle Gregoryho S. Paula byl Hagryphus dlouhý přes 2 metry a dosahoval hmotnosti kolem 50 kilogramů. Byl tak asi o 30 až 40 % větší než druhý největší druh severoamerického zástupce této skupiny (Chirostenotes). Tomu odpovídá velikost dochované části přední končetiny o délce kolem 30 cm. Ve skutečnosti už dnes ale známe mnohem větší oviraptorosaury, například čínský druh Gigantoraptor erlianensis.

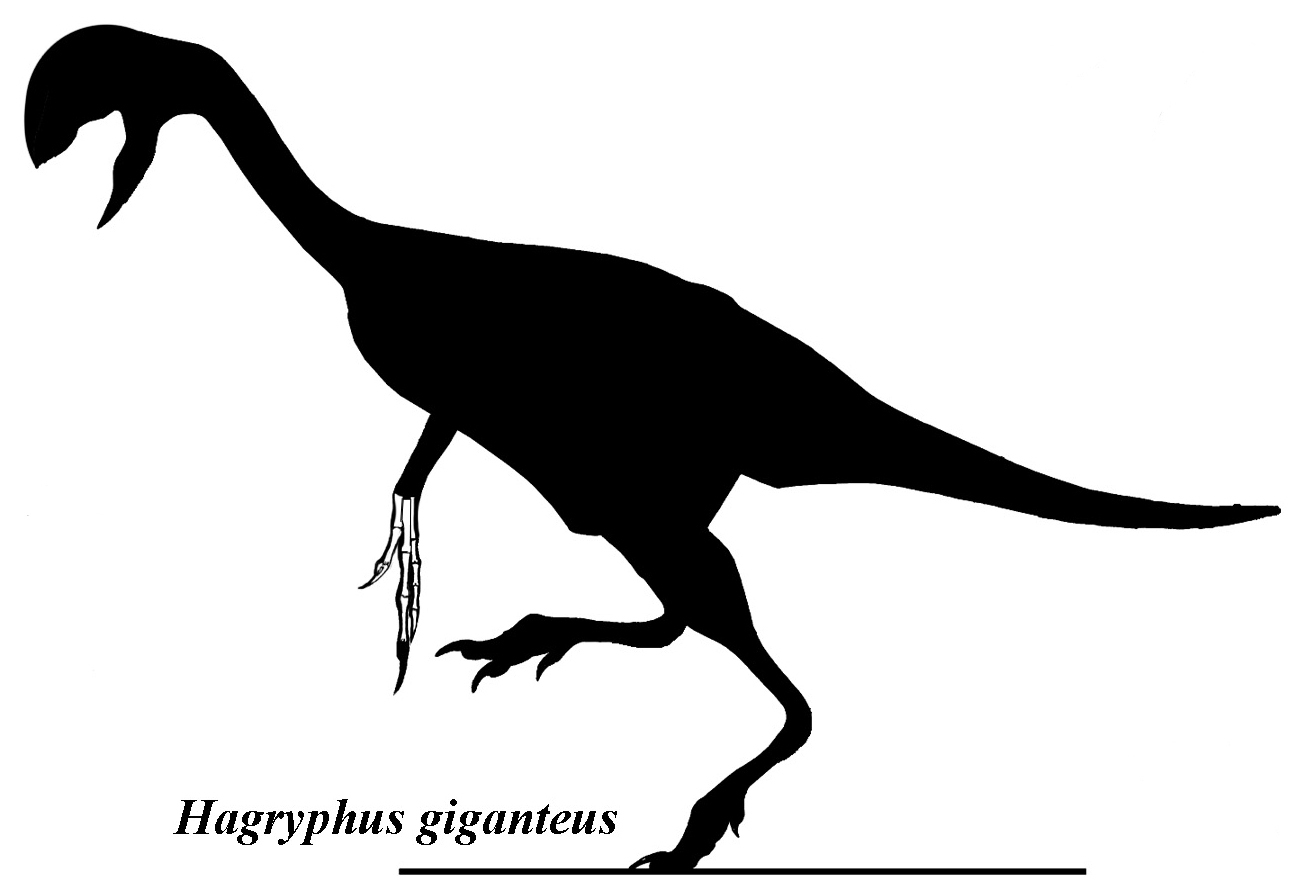
Hagryphus - skeletální diagram

## Paleoekologie
Hagryphus sdílel své ekosystémy s množstvím dalších dinosaurů i jiných obratlovců. Kromě četných savců, ryb a paryb, obojživelníků, krokodýlů a ještěrů to byli teropodi druhů Talos sampsoni (troodontid), Ornithomimus velox (ornitomimid), Albertosaurus sp. a Teratophoneus curriei (tyranosauridi), Parasaurolophus cyrtocristatus a Gryposaurus monumentensis (hadrosauridi) a Utahceratops gettyi, Nasutoceratops titusi nebo Kosmoceratops richardsoni (ceratopsidi). Objeveni zde byli také dosud nepopsaní ankylosauři.
Mezi hlavní predátory tohoto opeřeného teropoda mohl patřit velký tyranosauridní teropod druhu Teratophoneus curriei.